# Padrão Real

Il Planisfero di Cantino (1502), copia italiana del portoghese Padrão Real.

Il Padrão Real (lett. "Modello Reale") era la principale carta geografica portoghese, ufficiale e segreta, utilizzata come modello per le carte geografiche e nautiche che si trovavano a bordo di tutte le navi portoghesi durante il XVI secolo. Redazione, aggiornamento e pubblica (in realtà molto "selezionata") esposizione della carta avveniva a Lisbona a cura dei cartografi della Casa da Índia. Restò in uso sino al 1755.
Equivalente ispanico del Padrão Real fu il Padrón Real compilato dai naviganti di Spagna a partire dal 1508, esposto nella Casa de Contratación (equivalente ispanico della Casa da Índia, e completato nel 1527 proprio da un cartografo di origini portoghesi, Diego Ribero (morto 1533), formatosi come ufficiale di bordo sotto Vasco de Gama e Alfonso de Albuquerque al principio del Cinquecento.

## Storia

Il Portogallo rivendicò l'oceano Indiano come mare clausum durante la c.d. Età delle scoperte.

Costantemente aggiornato con il progredire delle esplorazioni dei naviganti lusitani, il Padrão Real fu creato per iniziativa di Enrico il Navigatore nella prima metà del XV secolo, ben prima della fondazione della Casa da Índia. Nel Cinquecento, pendeva dal soffitto nel dipartimento mappe della Casa da Índia, nel Palazzo della Ribeira (Lisbona), accessibile solo agli agenti della Corona e attentamente sorvegliato contro spie e mercanti stranieri. La custodia e l'aggiornamento della mappa erano compito personale del Piloto-mor, l'ufficiale regio incaricato di formare i piloti. Nel 1548 il Padrão passò in gestione al neonato ufficio del Cosmografo-mor, carica inizialmente ricoperta dal matematico Pedro Nunes.
A un tempo testimonianza vivente della suprema arte cartografica lusitana e documento lavorativo d'uso corrente, il Padrão includeva ogni nuova scoperta portoghese, pubblica o segreta che fosse, e copie ufficiali del Padrão erano affidate ai capitani che navigavano per conto della Corona.

Il famoso Planisfero di Cantino, "la mappa più importante della storia della cartografia portoghese, e anche del mondo", realizzata in Italia nel 1502, è una copia del Padrão Real ottenuta dalla spia Cantino (al soldo del duca di Ferrara Ercole I d'Este) da un cartografo portoghese corrotto tra il dicembre 1501 e l'ottobre 1502, quando cioè la Casa da Índia era stata appena istituita. Da una lettera firmata da Cantino si ritiene che abbia inviato la mappa a Ferrara il 19 novembre 1502. In risposta al furto, Re Manuele I del Portogallo estese nel novembre 1504 la censura statale su mappe e globi privati, con il divieto assoluto di qualsiasi rappresentazione della costa africana oltre il Capo di Buona Speranza al fine di garantire le pretese lusitane di un Oceano Indiano ridotto a Mare clausum.